# 国際連合安全保障理事会決議1720
国際連合安全保障理事会決議1720（こくさいれんごうあんぜんほしょうりじかいけつぎ1720、英: United Nations Security Council Resolution 1720）は、2006年10月31日に国際連合安全保障理事会で採択された決議であり、西サハラに関するものである。国際連合西サハラ住民投票ミッション(MINURSO)の活動期限延長を決定している。

## 概要
西サハラにおける停戦を確認し、1991年4月29日の国際連合安全保障理事会決議690に基づき設立されたMINURSOの活動期限を半年延長し、2007年4月30日までとしている。これは2006年4月28日の国際連合安全保障理事会決議1675を踏まえたものである。西サハラにおける停戦はMINURSOの監視の下で行われており、ポリサリオ戦線とモロッコや近隣諸国を含めた交渉も実施されているものの、住民投票の実施時期の見通しが立たず、MINURSOの活動期限が期限ごとに延長されているものである。MINURSOのこの時点の人員は214名。